# قرار مجلس الأمن التابع للأمم المتحدة رقم 1445
قرار مجلس الأمن التابع للأمم المتحدة رقم 1445، المتخذ بالإجماع في 4 كانون الأول / ديسمبر 2002. بعد التذكير بجميع القرارات السابقة بشأن الحالة في جمهورية الكونغو الديمقراطية، قام المجلس بتوسيع العنصر العسكري لبعثة الأمم المتحدة في جمهورية الكونغو الديمقراطية إلى مستوى 8700 فرد عسكري - من 4250 - في مهمتين للقوات.
وأعرب الأمين العام كوفي عنان عن قلقه من عدم إمكانية توفير العدد المصرح به من القوات. في غضون ذلك، حاولت الولايات المتحدة إدخال صيغة في القرار من شأنها أن تمنح قوات حفظ السلام الأمريكية (التي لا يوجد أي منها في جمهورية الكونغو الديمقراطية) حصانة من التهم من قبل المحكمة الجنائية الدولية. واعترض أعضاء آخرون في المجلس على ضمها وسحبت الولايات المتحدة طلبها.

## القرار

### أعمال
ورحب المجلس بتوقيع اتفاق بريتوريا بين جمهورية الكونغو الديمقراطية ورواندا وتوقيع اتفاق لواندا بين جمهورية الكونغو الديمقراطية وأوغندا. من ناحية أخرى، تم الترحيب أيضا بقرار أنغولا ورواندا وأوغندا وزيمبابوى بسحب قواتها بالكامل. وشدد على أهمية البرنامج الطوعي لنزع السلاح والتسريح والإعادة إلى الوطن وإعادة الإدماج وإعادة التوطين وعلى أهمية مشاركة جميع الجماعات المسلحة في هذه العملية.
ورحب المجلس بإعادة مقاتلين سابقين من كامينا إلى أوطانهم، وحظر الحكومة الكونغولية أنشطة القوات الديمقراطية لتحرير رواندا في جميع أنحاء أراضيها. حدثت تطورات إيجابية على الأرض وكان هناك التزام بين الأطراف الكونغولية بتحقيق انتقال سياسي شامل. وفي هذا الصدد، سمح القرار بتوسيع بعثة منظمة الأمم المتحدة في جمهورية الكونغو الديمقراطية لتصل إلى 8700 فرد عسكري في فرقتي عمل؛  سيتم نشر القوة الثانية بمجرد أن يتعذر تلبية عبء حالات نزع السلاح والتسريح وإعادة الإدماج بالقدرة الحالية لفريق العمل الأول.
وشدد القرار على أن المسؤولية الأساسية لتسوية النزاع تقع على عاتق الأطراف أنفسهم، ودعا في هذا الصدد إلى:
- وقف الأعمال العدائية من قبل القوات النظامية والجماعات المسلحة؛
- وضع حد لدعم الجماعات المسلحة؛
- توفير الوصول الكامل لبعثة منظمة الأمم المتحدة في جمهورية الكونغو الديمقراطية وآلية التحقق من الطرف الثالث (التي أشرفت على انسحاب رواندا) في جميع أنحاء البلاد؛
- تسليم الأشخاص المتهمين من قبل المحكمة الجنائية الدولية لرواندا؛
- نزع سلاح كيسنغاني؛
- استعادة حرية الحركة في نهر الكونغو.

وكان هناك قلق بشأن الحالة الإنسانية في جمهورية الكونغو الديمقراطية، ولا سيما في مقاطعة إيتوري حيث تصاعد العنف العرقي. ودعا المجلس المنظمات الإنسانية إلى الوصول الكامل إلى السكان المحتاجين. وأكد من جديد أنه لا ينبغي أن يكون هناك دعم للجماعات التي تقاتل في شرق البلاد، ودعا البعثة إلى مواصلة تقييم تدريب الشرطة وقدراتها، ولا سيما في منطقة إيتروي.
شجعت الفقرات الختامية من القرار على تطبيع العلاقات الدبلوماسية بين جمهورية الكونغو الديمقراطية ورواندا وأوغندا، وأهمية منع انتشار الصراع إلى الدول المجاورة بما في ذلك بوروندي وجمهورية أفريقيا الوسطى ورواندا وأوغندا. وأخيراً، تمت إدانة مضايقات موظفي راديو أوكابي، ودُعي إلى عقد مؤتمر حول السلام والأمن والديمقراطية والتنمية في منطقة البحيرات الكبرى الأفريقية.

## روابط خارجية
- نص القرار في undocs.org